# Les mil i una nits (pel·lícula de 1974)
|  | Aquest article tracta sobre una pel·lícula. Vegeu-ne altres significats a « Les mil i una nits». |

 Les mil i una nits  (Il Fiore delle mille e una notte) és una pel·lícula italiana dirigida per Pier Paolo Pasolini, estrenada el 1974. Ha estat doblada al català.

## Argument
Nourredine és un jove sense feina que es passeja per un mercat. Hi troba Zoumourrhoud, una jove esclava que decideix lliurar-se-li. S'enamoren, però Zoumourrhoud es fa agafar per un home de qui s'ha burlat en el mercat. Nourredine decideix marxar a la seva recerca i trobar-la. De camí, troba diverses persones que li conten diverses faules i històries. Durant aquest temps, Zoumourrhoud ha fugit, s'ha fet passar per un home i s'ha convertit en el nou rei de la ciutat, aprofita el seu estatus per venjar-se dels homes que li han fet mal en el passat, i per fer cridar Nourredine, així els amants es retroben.

## Repartiment
- Ninetto Davoli: Aziz
- Franco Citti: el dimoni
- Tessa Bouché: Aziza
- Margaret Clementi
- Ines Pellegrini: Zumurrud
- Franco Merli: Nur Er Din
- Francelise Noel
- Ali Abdulla
- Christian Aligny

## Premis i nominacions
- Grand Premi del Festival de Cannes 1974